# Georg Bayerer
Georg Bayerer (* 9. April 1915 in München; † 6. Juni 1998), auch „Buale“ genannt, war ein deutscher Fußballspieler und -trainer. Der Abwehrspieler der Münchener Vereine FC Wacker, TSV 1860 und FC Bayern absolvierte von 1945 bis 1950 in der seinerzeit erstklassigen Oberliga Süd 117 Punktspiele und erzielte zwei Tore. Mit dem TSV 1860 München gewann er 1940 den Reichsbundpokal und 1942 den Tschammerpokal.

## Spielerkarriere

### Beginn (1931–1939)
Bayerer schloss sich im Jugendalter dem FC Wacker München an und rückte 1931, 16-jährig, in die erste Mannschaft auf und kam in ihr, in der ersten Spielzeit in der Bezirksliga, danach, bis Juni 1939, in der ersten einheitlichen obersten Spielklasse, der Gauliga, an der Seite von Nationalspieler Sigmund Haringer, zum Einsatz.

### Sportbereichsklasse (1939–1945)
Zur Saison 1939/40 gehörte der überwiegend als Mittelläufer im damaligen WM-System eingesetzte Ex-Wackeraner dem TSV 1860 München an. Er war zwar im Sommer 1939 zuerst zum 1. FC Nürnberg gewechselt, hatte aber den „Club“ bereits nach drei Spielen wegen angeblichen „Profitums“ wieder verlassen müssen und war nach München zurückgekehrt, aber nicht zum FC Wacker, sondern zu den Sechzgern. Durch die Einberufungsbescheide für mehrere Vereinsspieler – Rockinger, Schmidhuber, Schiller, Burger, beide Jandas, Ertl, Pledl – sofort nach Kriegsbeginn belegten die geschwächten „Blau-Weißen“ aus Giesing 1939/40 den siebten Platz. Persönlich feierte der Neuzugang mit der Gauauswahl Bayern aber mit dem Gewinn des Reichsbundpokals 1940 einen großen Erfolg. Er gehörte am 14. Januar 1940 beim 2:1-Sieg in Frankfurt gegen die Südwestauswahl (mit Fritz Walter und Peter Momber) ebenso der Bayernauswahl an wie auch im Halbfinale am 19. Mai gegen die Auswahl der Ostmark (mit Karl Sesta, Willibald Schmaus, Josef Pekarek, Walter Probst, Karl Zischek, Wilhelm Hahnemann), als er beim 2:0-Erfolg in München an der Seite von Ludwig Goldbrunner als Außenläufer agierte. Das Finale gewann er mit der Bayernauswahl am 30. Juni in Augsburg gegen die Auswahl Sachsens durch einen 3:1-Erfolg.
Als zur Kriegssaison 1940/41 mit Heinz Krückeberg und Ernst Willimowski zwei neue Angreifer zur Verfügung standen, gewann er mit dem TSV 1860 München die Meisterschaft in der Sportbereichsklasse Bayern. Im Oktober 1940 war er in der Bayernauswahl in zwei Spielen gegen die Auswahl Niedersachsens zum Einsatz gekommen, wobei er als Mittelläufer die zwei Schweinfurter Andreas Kupfer und Albin Kitzinger an seiner Seite hatte. In den Endrundenspielen um die deutsche Meisterschaft kam er in allen sechs Gruppenspielen gegen die Stuttgarter Kickers (3:3; 2:1), den VfL Neckarau (6:2; 1:2) und den Gruppensieger SK Rapid Wien (2:1; 0:2) zum Einsatz. Die „Löwen“-Abwehr trat in den Gruppenspielen zumeist mit ihm, Franz Schmeißer, Franz Graf, Josef Wendl und Franz Hammerl an. Unter Trainer Max Schäfer erreichten er und seine Mitspieler in der Saison 1941/42 den dritten Rang.
Im Wettbewerb um den Tschammerpokal 1942 gelang ihm mit seinen Mitspielern ein großer Erfolg. Nach Siegen über den SK Rapid Wien (5:3), den Stuttgarter Kickers (3:1), der SG SS Straßburg (15:1), dem FV Stadt Düdelingen (7:0) und dem TuS Lipine (6:0) setzte sich die Elf aus München auch am 15. November 1942 im Berliner Olympiastadion vor 80.000 Zuschauern überraschend im Endspiel gegen den Deutschen Meister des Jahres 1942, den FC Schalke 04 um Ernst Kuzorra und Fritz Szepan, durch. Bayerer behauptete sich dabei auf der Mittelläuferposition erfolgreich in den Zweikämpfen gegen den Schalker Nationalstürmer Hermann Eppenhoff. Die Presse lobte die Sechzger allgemein als verdienten Sieger, wobei man die Abwehr um Schmeisser, Pledl und Bayerer als entscheidenden Vorteil gegenüber den Schalkern sah. Als Siegprämie erhielten die Akteure des Pokalerfolgs je 180 RM, eine Urkunde, einen silbernen Siegelring und eine Uhr. Bayerer kam in seinem kurzen Gastspiel bei Fortuna Düsseldorf in der Saison 1941/42 am 9. November und 14. Dezember 1941 in der Auswahl vom Niederrhein im Reichsbundpokal 1941/42 zu Einsätzen gegen Baden (3:1) beziehungsweise Kurhessen (6:2). Die Niederrhein-Auswahl gewann das Finale am 15. November 1942 gegen die Nordmark-Auswahl mit 2:1; zu dieser Zeit spielte Bayerer bereits wieder bei den „Löwen“ und gewann zeitgleich das Finale um den Tschammerpokal gegen den FC Schalke 04.
Die Meisterschaft in der – in nördlichen und südlichen Bereich aufgegliederten – Sportbereichsklasse Bayern gewann der TSV 1860 München in der Saison 1942/43 in Südbayern mit 33:3 Punkten und 97:15 Toren. In der Endrunde um die deutsche Meisterschaft 1942/43 war Bayerer in den drei Begegnungen im Mai 1943 gegen den VfB Stuttgart (3:0), Kickers Offenbach (2:0) und First Vienna Wien (0:2) jeweils als Abwehrchef der „Löwen“ auf der Mittelläuferposition aktiv.
Bayerer gehörte unter Reichstrainer Sepp Herberger bei zwei Länderspielen dem Kader der Nationalmannschaft an, doch beim 7:3-Sieg am 20. Oktober 1940 in München gegen die Auswahl Bulgariens, und beim 1:1-Unentschieden am 12. April 1942 in Berlin gegen die Auswahl Spaniens kam er nicht zum Einsatz.

### Oberliga Süd (1945–1950)
Das beste Abschneiden mit den „Löwen“ in der Oberliga Süd erfuhr der Abwehrstratege in der Saison 1947/48 mit dem Erreichen der Vizemeisterschaft. Der Defensivakteur hatte 31 Ligaspiele unter Trainer Max Schäfer an der Seite von Mitspielern wie Torjäger Otto Thanner (24 Tore), Franz Hammerl, Georg Pledl und Fritz Sommer absolviert. Beim 2:1-Sieg am 14. März 1948 im Heimspiel gegen den 1. FC Nürnberg war das Städtische Stadion an der Grünwalder Straße mit 58.200 Zuschauern besucht. Die Läuferreihe mit Fritz Sommer, Georg Bayerer und Franz Hammerl wurde mit den berühmten Vorgängern der Erfolgsjahre 1927, 1931 und 1942 auf eine Stufe gestellt. Das Endrundenspiel um die deutsche Meisterschaft am 18. Juli 1948 wurde in Worms gegen den 1. FC Kaiserslautern mit 1:5 Toren verloren. Nach 98 Oberligaspielen (2 Tore) sowie zehn Endrundenspiele um die deutsche Meisterschaft (1 Tor) wechselte der Routinier im Sommer 1949 zum Stadtrivalen FC Bayern München. Die Sechzger hatten am Ende der Saison 1948/49 den vierten Rang belegt und Bayerer hatte in 26 Punktspielen zwei Tore erzielt.
Bei den „Roten“ debütierte er am 11. September 1949 (2. Spieltag) bei der 2:4-Niederlage im Auswärtsspiel gegen Kickers Offenbach als Mittelläufer an der Seite der Mitspieler Jakob Streitle und Herbert Moll. Am 6. November (8. Spieltag) war er beim 1:0-Erfolg im Stadtderby gegen die „Löwen“ aktiv. Seinen Abschied aus der Oberliga Süd gab er einen Monat vor seinem 35. Geburtstag, am 12. März 1950 (23. Spieltag), bei der 2:3-Revanche vor 25.000 Zuschauern gegen seine ehemaligen Sechzger. Nach 19 Einsätzen für den FC Bayern München beendete Bayerer nach insgesamt 117 Oberligaeinsätzen im Sommer 1950 seine aktive Spielerlaufbahn.

## Trainerkarriere
In der Saison 1952/53 war Georg Bayerer Trainer des 1. FSV Mainz 05 in der Oberliga Südwest. In der Saison 1953/54 trainierte er den FC Bayern München in der Oberliga Süd und belegte mit der Mannschaft den neunten Rang. In der Runde 1954/55 wurde er 12. in der Oberliga Süd mit den Stuttgarter Kickers. Die Saison darauf begann mit zwei Niederlagen und Karl-Heinz Grindler saß ab dem dritten Spieltag bei den Stuttgartern auf der Trainerbank.
Anfang 1958 löste Bayerer beim mittelbayerischen Zweitligisten SSV Jahn Regensburg den vormaligen ungarischen Nationalspieler Béla Sárosi als Trainer ab und schloss die Saison auf Rang sieben ab. Nach Ende der Saison 1959/60 stieg er mit Jahn, Zweiter der Abschlusstabelle, in die Oberliga Süd auf. Die Saison begann hier mit jeweils einem Unentschieden, Niederlage und Sieg. Darauf folgten sieben Niederlagen in Serie und er wurde durch Georg Mayer ersetzt. Auch ein Trainerwechsel von Mayer zum Österreicher Karl Durspekt und zurück zu Mayer halfen den Regensburgern nicht, die als abgeschlagener Letzter wieder abstiegen.
Von 1964 bis 1967 trainierte er in der drittklassigen bayerischen Amateurliga den TSV Straubing und erreichte unter anderem mit den zwei Amateurnationalspielern Rudolf Netzel und Josef Parzl dort Plätze in der oberen Tabellenhälfte.
Er fungierte 1967 als Leiter der Lizenzspielerabteilung des TSV 1860 München, verließ diesen Posten jedoch nach einem Jahr, desillusioniert vom Fußball-Geschäft der Bundesliga-Ära.